# Apple-beeldschermen

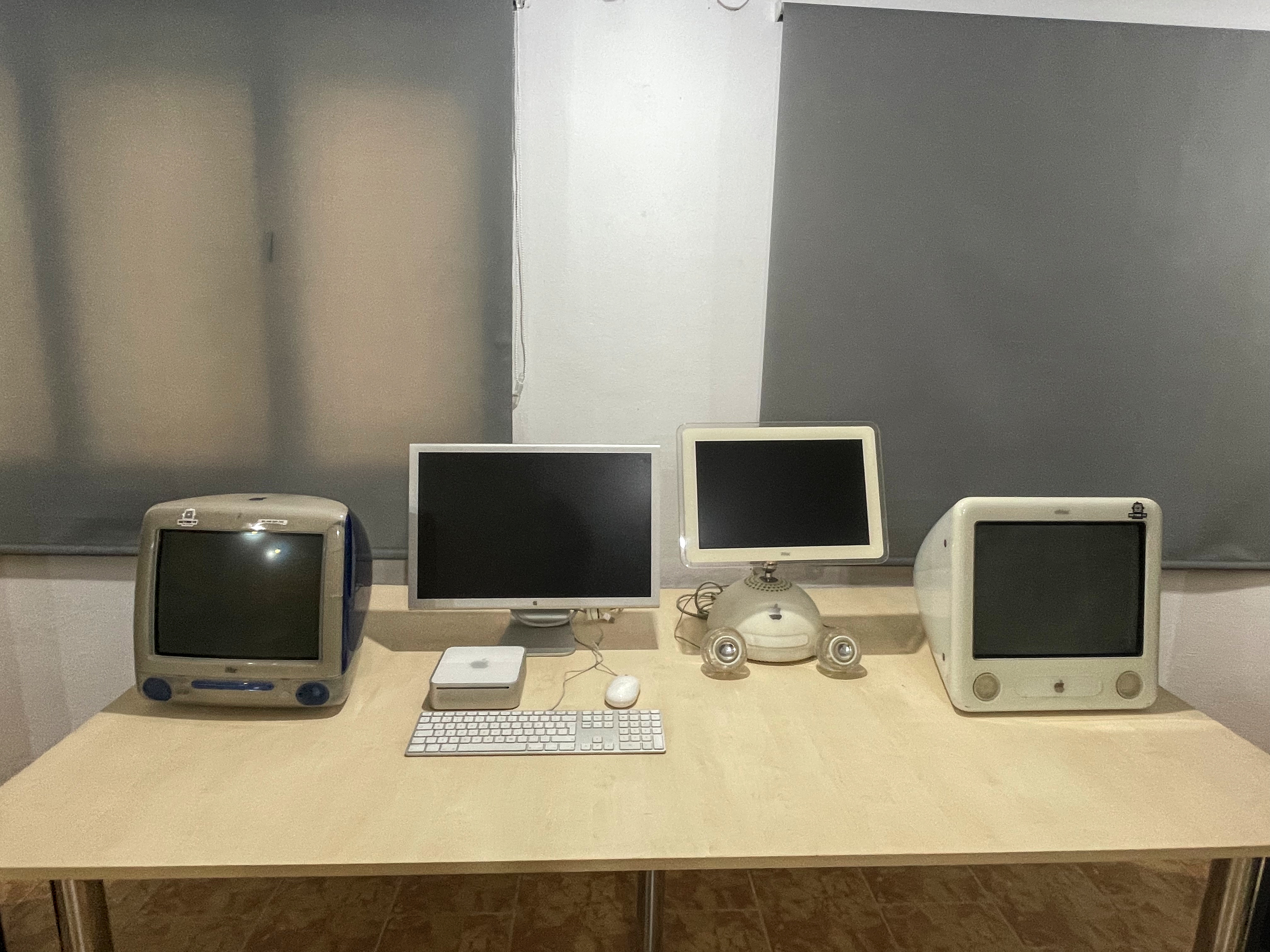
Apple-beeldschermen

Apple heeft sinds 1980 veel soorten CRT- en lcd-beeldschermen op de markt gebracht. In 2016 stopte Apple met de productie van eigen beeldschermen en werkte samen met LG om beeldschermen voor Macs te ontwerpen. In juni 2019 introduceerde Apple met het Pro Display XDR opnieuw een eigen beeldscherm, maar deze was duur en gericht op professionals. In maart 2022 werd het Apple Studio Display gelanceerd als consumentgerichte tegenhanger. Dit zijn momenteel de enige beeldschermen van het merk Apple die beschikbaar zijn.

## CRT-beeldschermen
Aanvankelijk produceerde of verkocht Apple geen beeldschermen. Gebruikers moesten hun televisietoestel gebruiken of een dure monochrome monitor van derden aanschaffen. Om echter complete systemen aan zijn klanten aan te kunnen bieden, begon Apple vanaf 1980 zelf verschillende beeldschermen op de markt te brengen.

### Apple II en Apple III
Het eerste computerscherm van Apple was de Monitor /// uit 1980 die perfect samenging met de Apple III. Dit was een 12 inch (30,5 cm) computerscherm met een groen of zwart/wit beeld dat 80x24 karakters en afbeeldingen kon weergeven, maar het had last van een zeer langzame fosforverversing die resulteerde in een "ghosting" video-effect. Om het te kunnen gebruiken met de smallere Apple II-computers was er een speciale plastic standaard verkrijgbaar.
Drie jaar later kwam Apple met een computerscherm dat perfect paste bij de Apple IIe: de Monitor II. In 1984 werd de Monitor IIc geïntroduceerd, een kleiner 9 inch (23 cm) scherm voor de compacte Apple IIc. Dit was ook het eerste beeldscherm van Apple dat geen beige kleur had maar een behuizing in gebroken wit.
Begin 1985 kwamen de eerste kleuren-CRT's, te beginnen met de Monitor 100, een digitaal RGB-scherm voor de Apple III en Apple IIe (met de juiste grafische kaart), kort daarna gevolgd door twee composietvideoschermen: de 14 inch (35,5 cm) ColorMonitor IIe (later omgedoopt tot AppleColor Composite Monitor IIe) en ColorMonitor IIc (later omgedoopt tot AppleColor Composite Monitor IIc). Al deze Apple-beeldschermen ondersteunen de maximale Apple II Double Hi-Res-standaard van 560×192 pixels.
In 1986 kwam de AppleColor RGB Monitor op de markt, een 12 inch analoog RGB-scherm dat speciaal was ontworpen voor de Apple IIGS. Het ondersteunde een resolutie van 640x400 geïnterlinieerd (of 640x200 niet-geïnterlinieerd) en kon in beperkte mate worden gebruikt door de Macintosh II met de Apple High Resolution Display Video Card. Dat jaar werd ook de Apple Monochrome Monitor geïntroduceerd, die qua uiterlijk identiek was aan het vorige model, maar een zwart-wit composietscherm had dat geschikt was voor de Apple IIGS, Apple IIc of Apple IIc Plus.

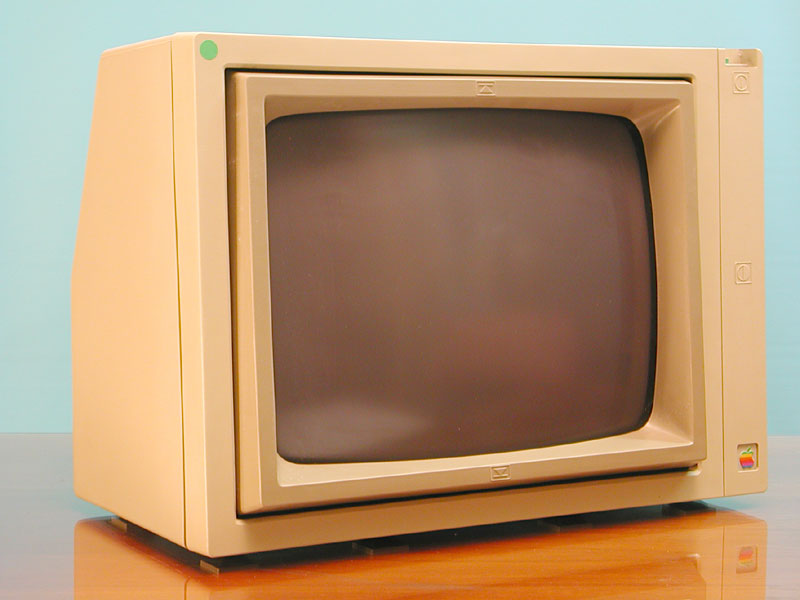
De Monitor II, een monochroom scherm voor de Apple II (1983)
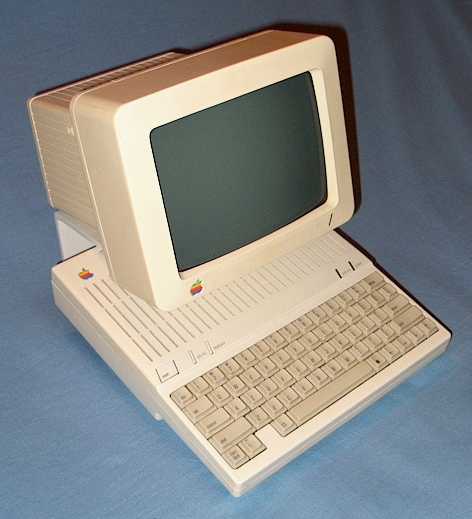
De Monitor IIc, een monochroom scherm voor de Apple IIc (1984)
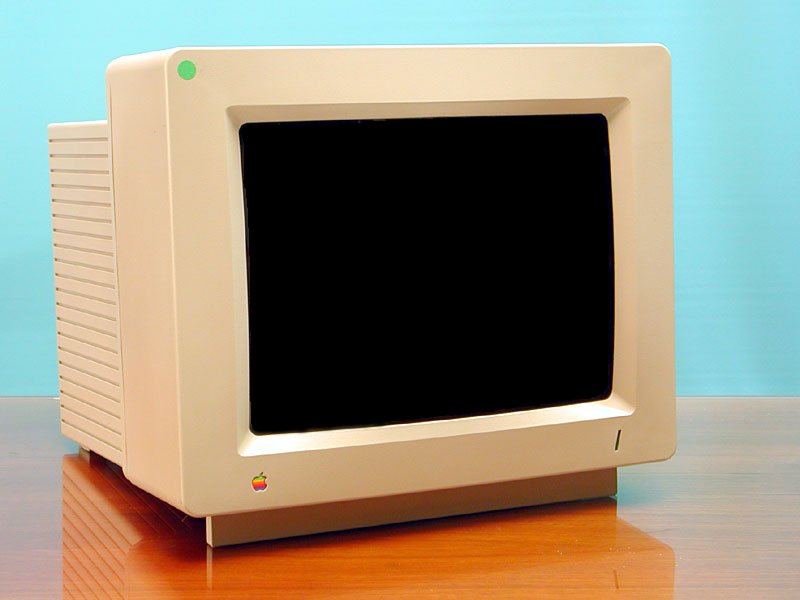
De AppleColor RGB Monitor, een analoog RGB-scherm voor de Apple IIGS (1986)

### Alles-in-één-computers
Aanvankelijk werden de beeldschermen ingebouwd in de Lisa- en Macintosh-computers. De Macintosh had een 9 inch monochroom scherm met een resolutie van 512x342 pixels, dat zou worden gebruikt in alle monochrome Compacte Macintosh-computers.
De Macintosh Color Classic uit 1993 introduceerde een 10 inch Trinitron-kleurenscherm met een resolutie van 512x384 pixels op de Compacte Macintosh-lijn. Apple zette zijn alles-in-één-aanbod voort met de grotere Macintosh LC 500-serie met een 14 inch Trinitron-beeldscherm met een resolutie van 640x480 pixels. In 1995 werd met de LC 580 de overstap gemaakt naar goedkopere schaduwmaskerbeeldbuizen en dat zou zo blijven voor alle volgende alles-in-één-computers tot de overstap naar LCD's in 2002. De laatste Macintosh met een geïntegreerde CRT was de eMac met een 17 inch flatscreen-CRT met ondersteuning voor een resolutie tot 1280×960 pixels.

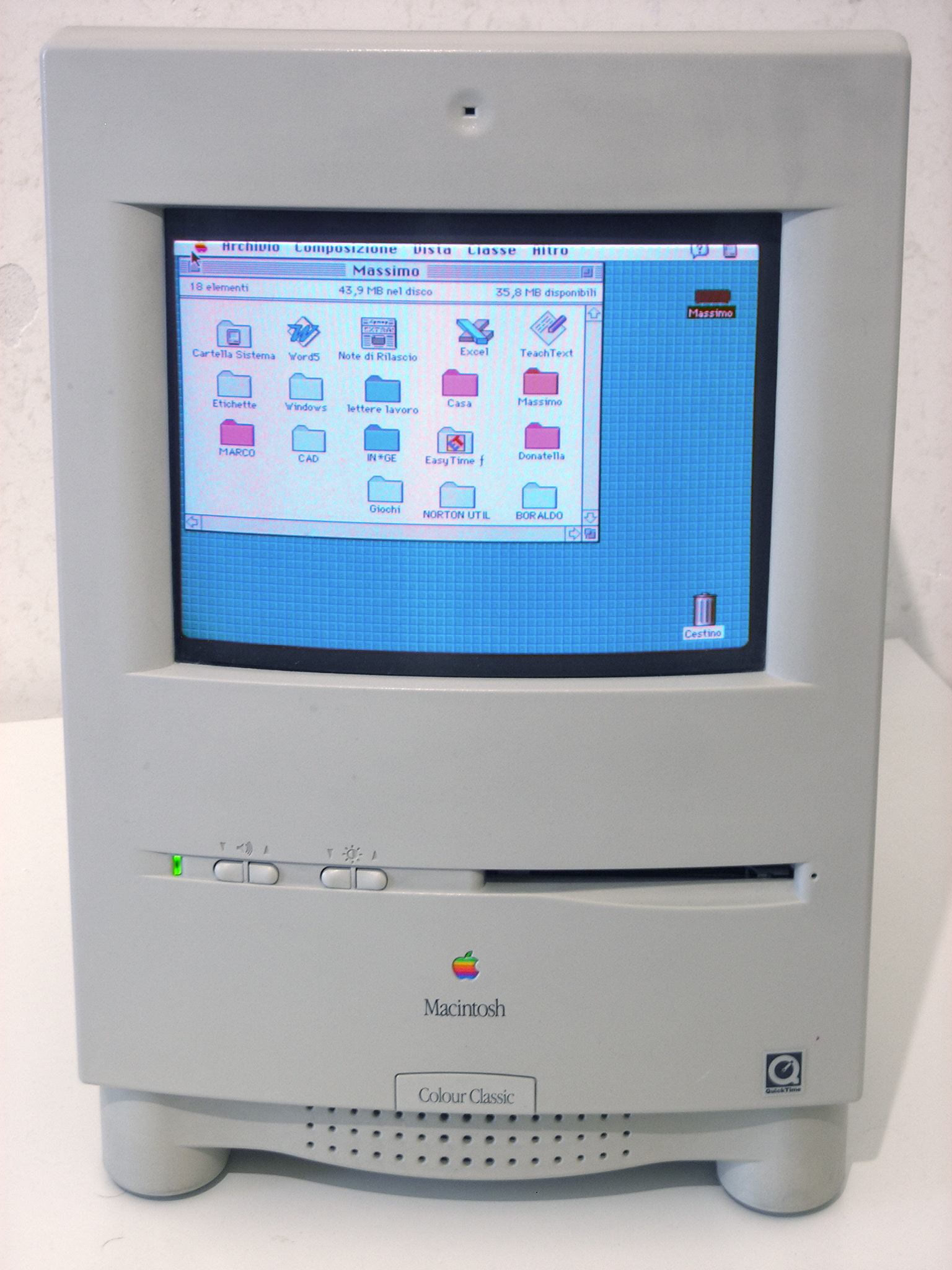
Macintosh Color Classic (1993)
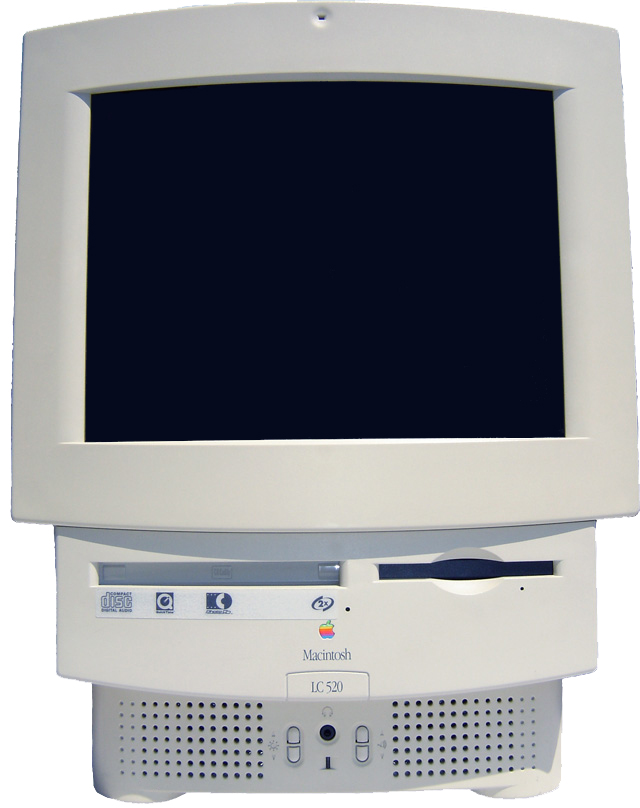
Macintosh LC 520 (1993)
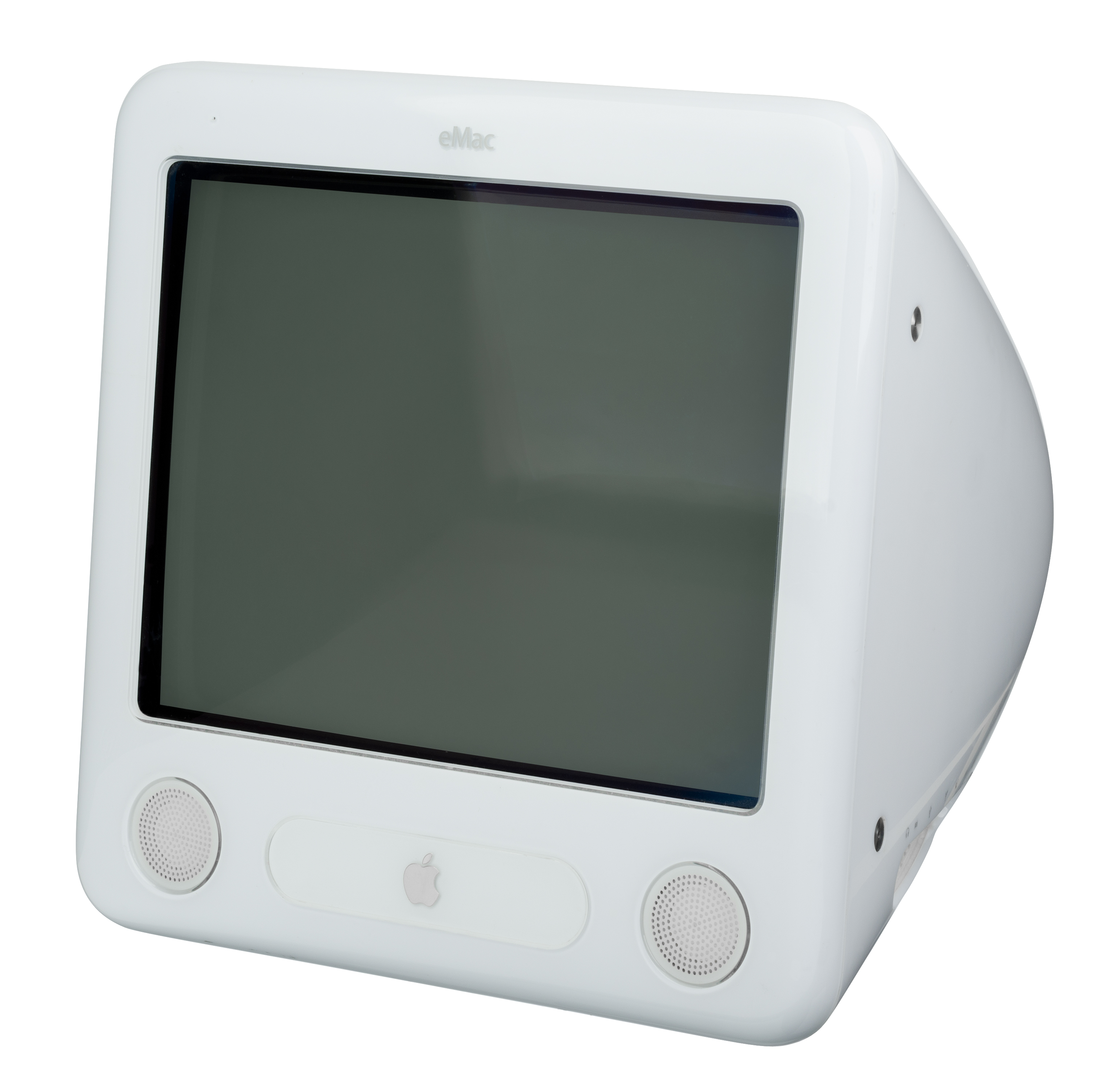
Apple eMac (2002)

### Eerste losse beeldschermen voor Macintosh
In 1987 werd een externe AppleColor High-Resolution RGB Monitor geïntroduceerd voor de Macintosh II. Dit computerscherm had een 13 inch (33 cm) Trinitron-beeldbuis met een vaste resolutie van 640x480 pixels. De Macintosh II was een modulair systeem zonder intern beeldscherm en kon tot zes beeldschermen tegelijk aansturen met behulp van meerdere grafische kaarten. De desktop kon meerdere beeldschermen  omvatten en vensters konden tussen beeldschermen worden verplaatst of meerdere beeldschermen in beslag nemen.
In 1989 introduceerde Apple een reeks monochrome beeldschermen voor de Macintosh: het 21 inch (53 cm) Macintosh Two Page Monochrome Display dat twee pagina's naast elkaar kon weergeven, het 15 inch (38 cm) Macintosh Portrait Display met een verticale oriëntatie om één pagina weer te geven en de 12 inch High-Resolution Monochrome Monitor. In 1990 werden twee goedkopere 12 inch beeldschermen geïntroduceerd voor de Macintosh LC: een 640x480 monochroom model en een 512x384 kleurenmodel. Deze werden eind 1991 opgevolgd door de Macintosh Color Display-serie, die verkrijgbaar was in modellen van 14, 16 en 20 inch, met vaste resoluties van respectievelijk 640x480, 832x624 en 1152x870 pixels. Er was ook het goedkopere 14 inch Apple Performa Plus Display met een resolutie van 640x480 pixel voor de Macintosh Performa-serie en het 14 inch Apple Color Plus beeldscherm.
In 1993 werd het einde van de monochrome beeldschermen ingeluid en brak het multimediatijdperk aan. Het eerste beeldscherm met ingebouwde luidsprekers was het Apple AudioVision 14 Display uit 1993. Dit scherm gebruikte een speciale HDI-45-connector die enkel terug te vinden was op de eerste generatie (NuBus-gebaseerde) Power Macintosh-modellen en hun Performa-tegenhangers.

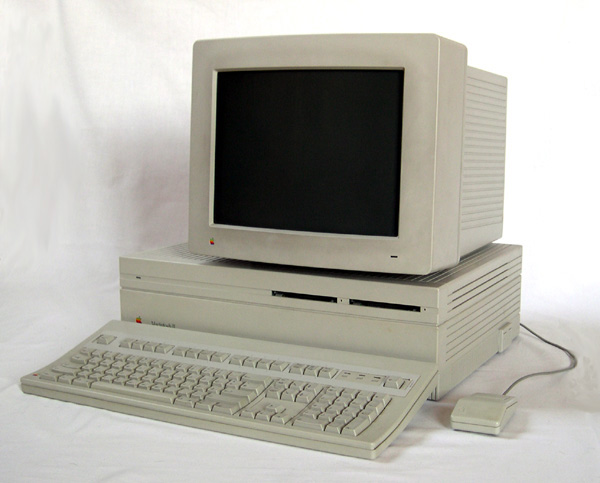
Macintosh II met een AppleColor High-Resolution RGB Monitor (1987)
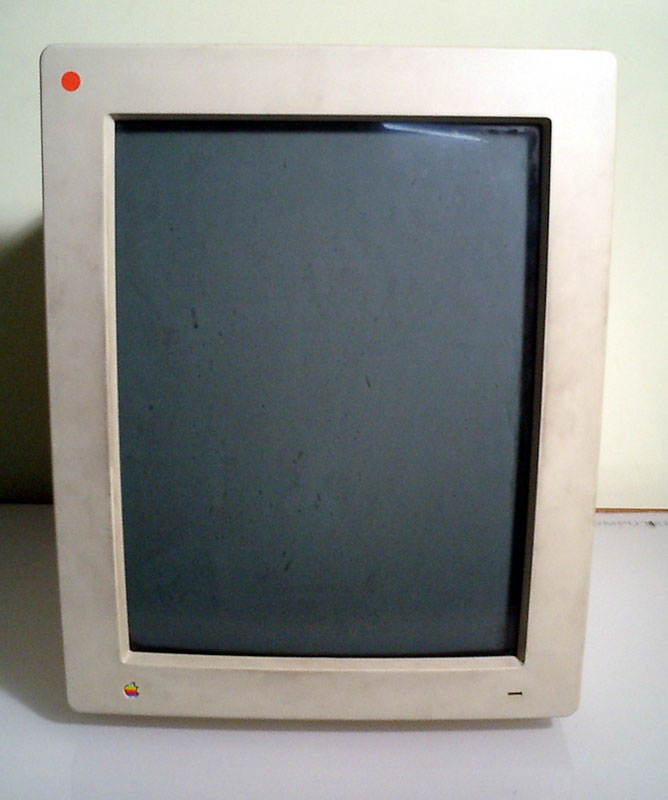
Macintosh Portrait Display (1989)
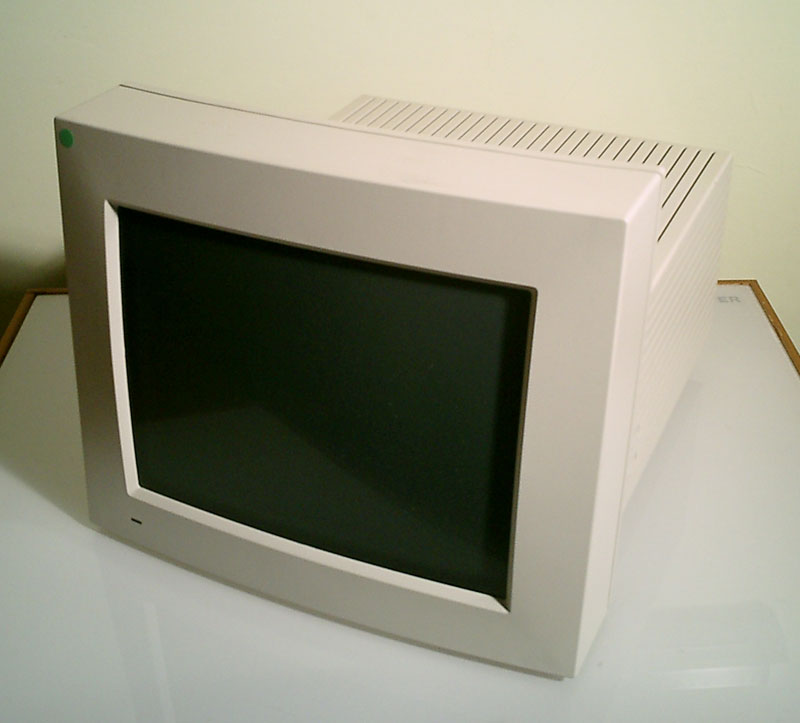
Macintosh 12 inch RGB Display / 12 inch Monochrome Display (1990)
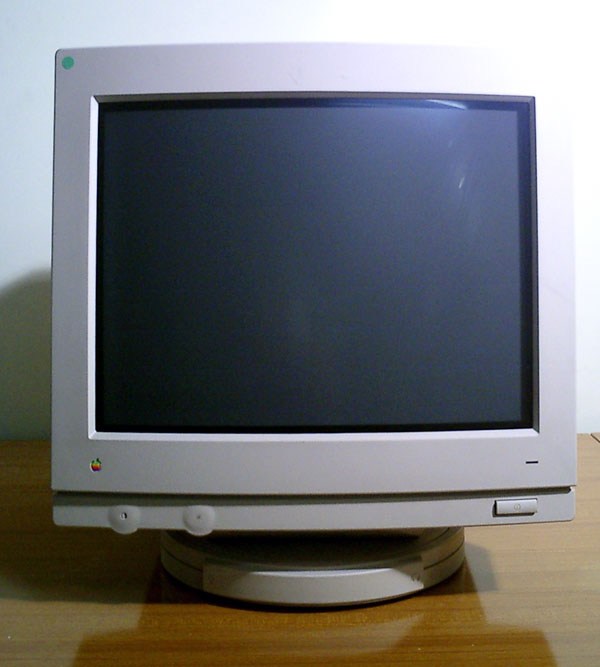
16 inch Macintosh Color Display (1992)
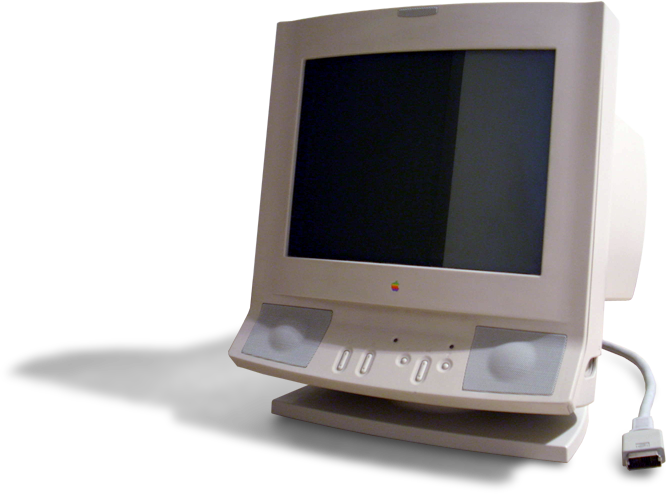
Apple AudioVision 14 Display (1993)
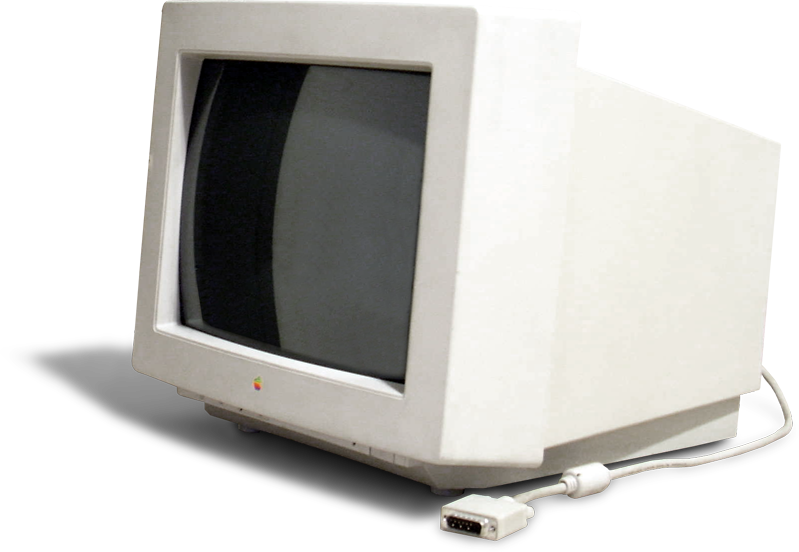
Apple Color Plus 14 Display (1993)

### Multiple Scan Display

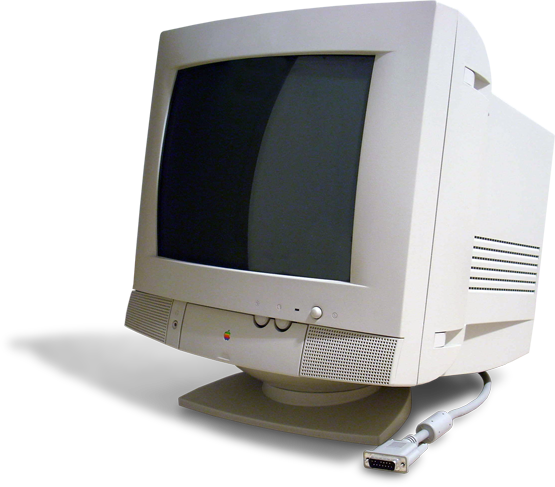
Apple Multiple Scan 14 Display (1995)

De Multiple Scan-serie CRT-beeldschermen begon in 1994 met het Apple Multiple Scan 17 Display en het Apple Multiple Scan 20 Display, beide met een Trinitron-beeldbuis. Vanaf 1995 zou deze serie het aanbod worden voor de consumentenmarkt met 14, 15 en 17 inch beeldschermen met schaduwmaskerbeeldbuizen.

### AppleVision Display
De AppleVision-beeldschermserie werd de high-end beeldschermlijn voor professionele gebruikers met 17 en 20 inch Trinitron-beeldbuizen en met AV-versies van deze computerschermen met geïntegreerde luidsprekers. De AppleVision-lijn werd hernoemd naar ColorSync-lijn toen Steve Jobs terugkeerde naar Apple.

### Studio Display

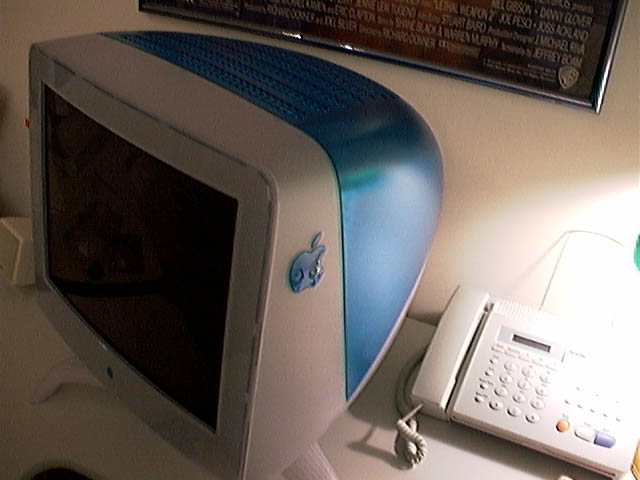
17 inch CRT Apple Studio Display (1999)

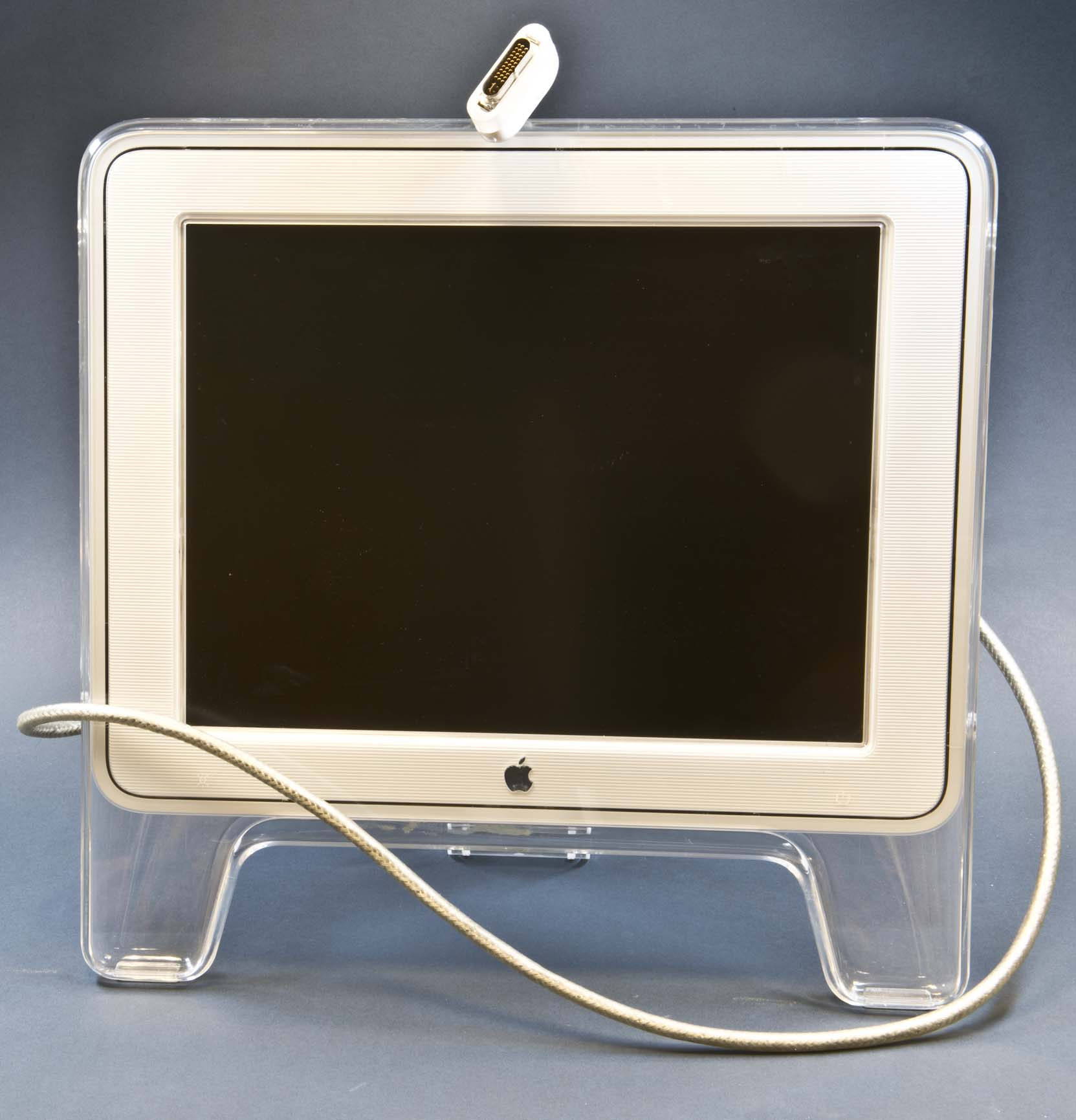
Een 15 inch LCD Apple Studio Display met ADC-connector (2000)

De Apple Studio Display-serie CRT-beeldschermen werd gelijktijdig geïntroduceerd met de blauw/witte Power Macintosh G3 in 1999 en had een behuizing van doorschijnend plastic in de stijl van de iMac. Aanvankelijk was dat in wit in "blueberry" blauw. Bij de introductie van de Power Mac G4 kregen de schermen een behuizing in wit en "grafiet" grijs. Deze beeldschermen waren verkrijgbaar met een 17 inch en 20 inch Trinitron-beeldbuis op basis van een door LG vervaardigd chassis. De 17 inch-beeldschermen waren berucht vanwege de gebrekkige flybacktransformator die brand kon veroorzaken.
Het laatste externe CRT-scherm van Apple dateert uit 2000 en had een behuizing van doorzichtig plastic in de stijl van de Power Mac G4 Cube. Dit scherm was alleen met een 17 inch Trinitron-beeldbuis beschikbaar en gebruikte een Apple Display Connector die stroom-, USB- en videosignalen combineerde in één kabel. In 2001 stopte Apple volledig met het produceren van CRT-beeldschermen.

## LCD-beeldschermen

### Apple IIc

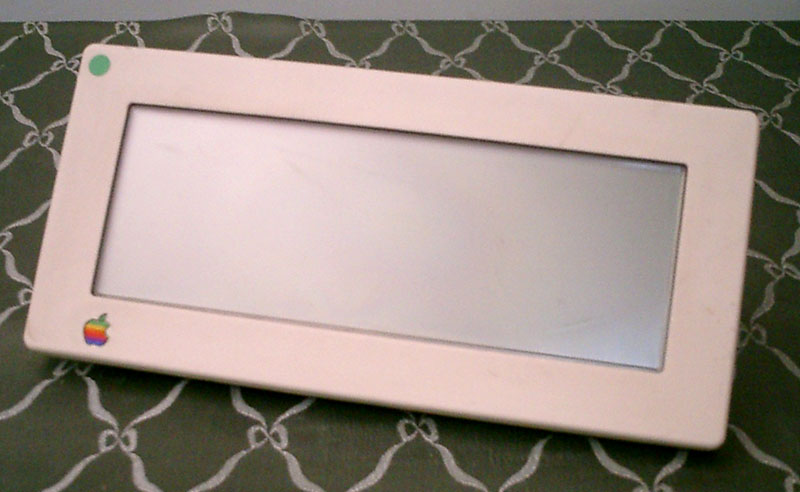
Apple Flat Panel Display (1984)

De geschiedenis van Apple LCD's begon in 1984 toen het Apple Flat Panel Display werd geïntroduceerd voor de Apple IIc, voornamelijk om de draagbaarheid van de IIc te verbeteren. Dit monochrome scherm kon 80 kolommen bij 24 regels bevatten en afbeeldingen in de Apple II Double Hi-Res-standaard tonen, maar het scherm had een vreemde beeldverhouding waardoor afbeeldingen er verticaal geplet uitzagen. Bovendien vereiste het scherm een zeer sterke externe lichtbron, zoals een bureaulamp of direct zonlicht. Zelfs dan had het over het algemeen een zeer slecht contrast en was het behoorlijk duur, waardoor het niet lang na de introductie weer van de markt verdween.

### Draagbare toestellen
De volgende poging was in 1989 met de Macintosh Portable, die wegens zijn afmetingen en zijn hoge gewicht meer een "draagbare computer" was dan een laptop. De Macintosh Portable bevatte een 9,8 inch (25 cm) actief matrix LCD-scherm met achtergrondverlichting en een resolutie van 640x400 pixels.
In de daaropvolgende jaren zouden de PowerBook- en MacBook-series LCD-schermen blijven gebruiken, die evolueerden van zwart-wit naar grijstinten naar kleur, met een schermgrootte variërend van 9 inch tot 17 inch. Er werden twee technologieën gebruikt: actieve matrix- (hogere kwaliteit en duurder) en passieve matrixschermen (lagere kwaliteit en goedkoper). Vanaf 1998 zouden alle laptops actieve matrix kleuren-LCD's krijgen, hoewel de Newton-producten en draagbare eMate-computers zwart-wit-LCD's bleven gebruiken. De huidige draagbare MacBook-schermen van Apple zijn voorzien van LED-achtergrondverlichting en ondersteunen resoluties van 2560x1600 of 2880x1800 pixels, afhankelijk van de schermgrootte.
De iPod-serie gebruikte zwart-wit- of kleuren-LCD's, de iPhone-lijn gebruikt LCD- en OLED-schermen en de Apple Watch gebruikt OLED.

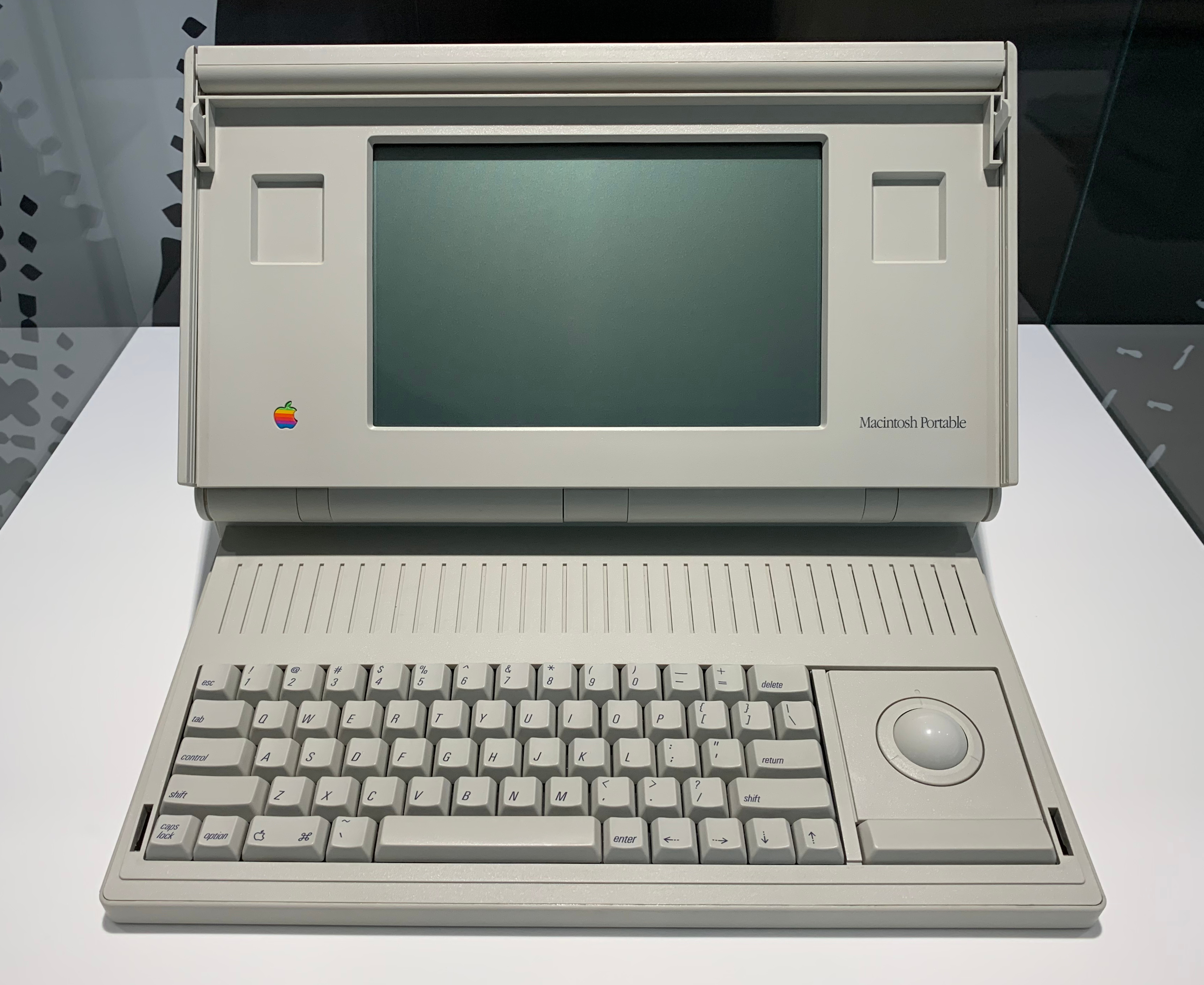
Macintosh Portable (1989)
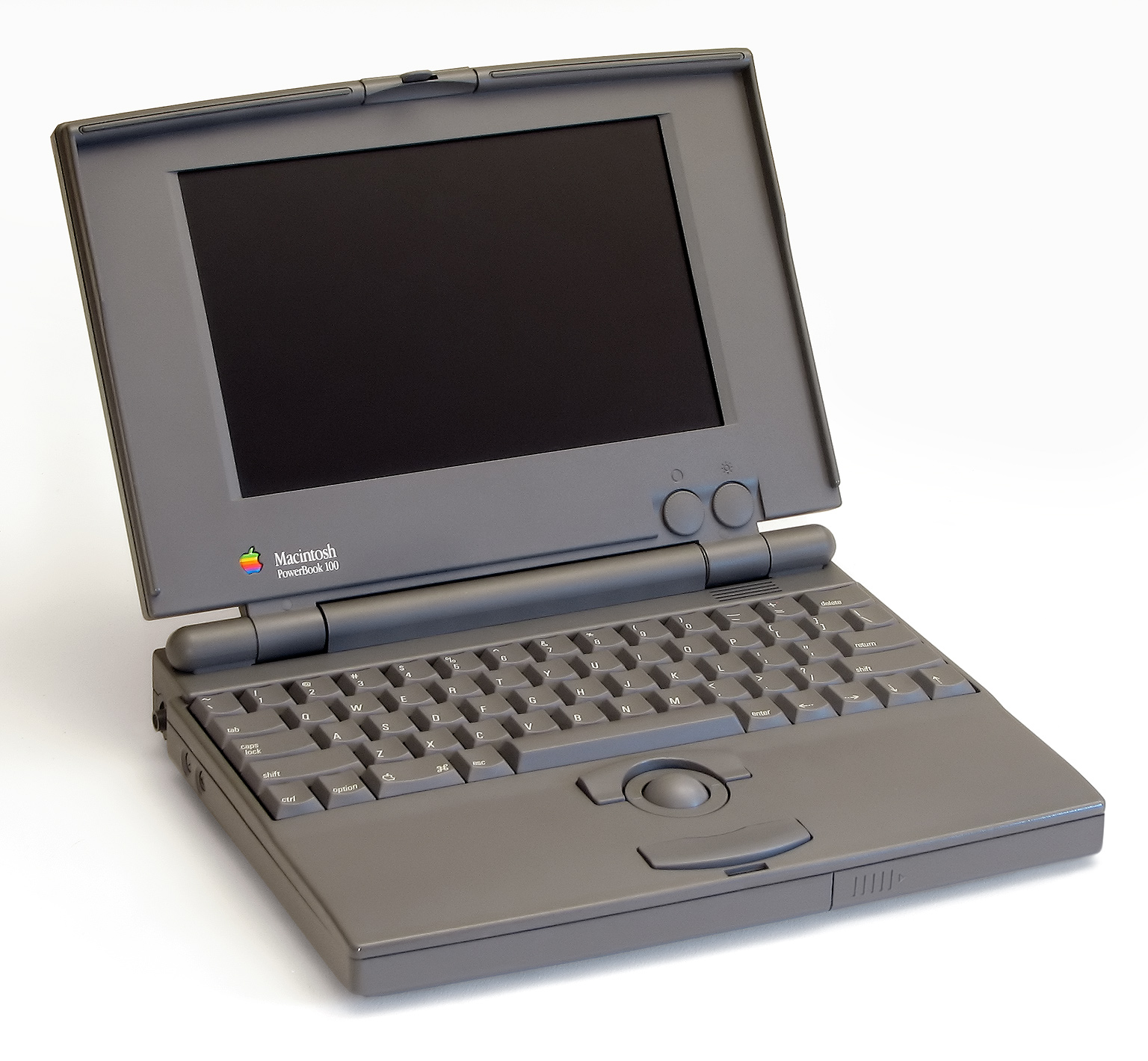
PowerBook 100 met een 9 inch monochroom LCD-scherm (1991)
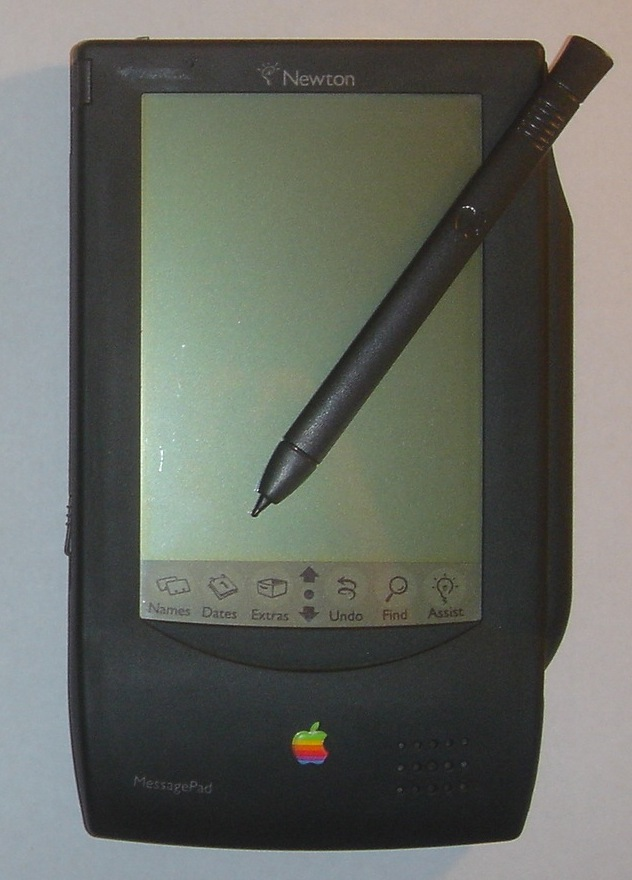
Apple Newton met een zwart-wit LCD-scherm (1993)
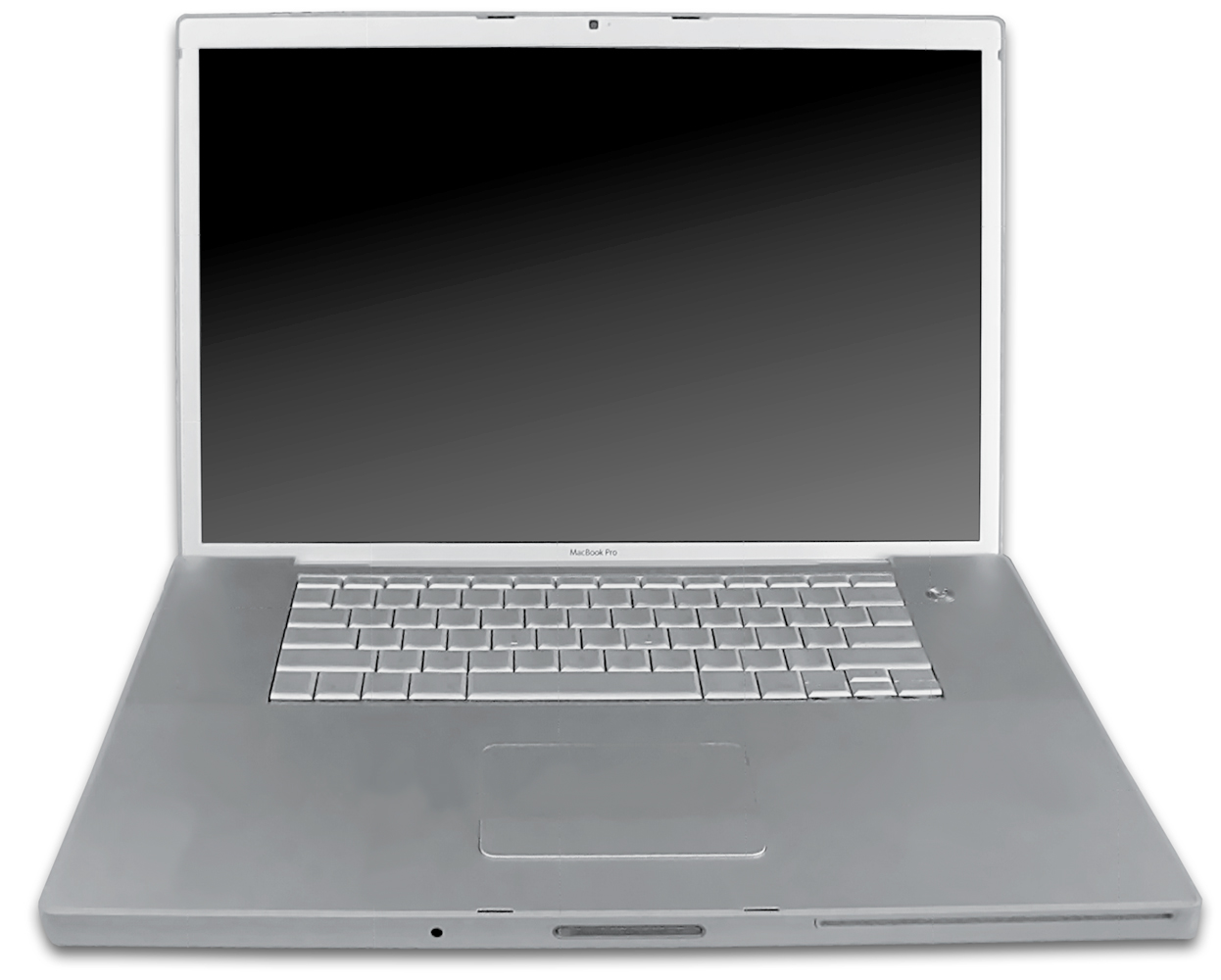
17 inch MacBook Pro (2006)
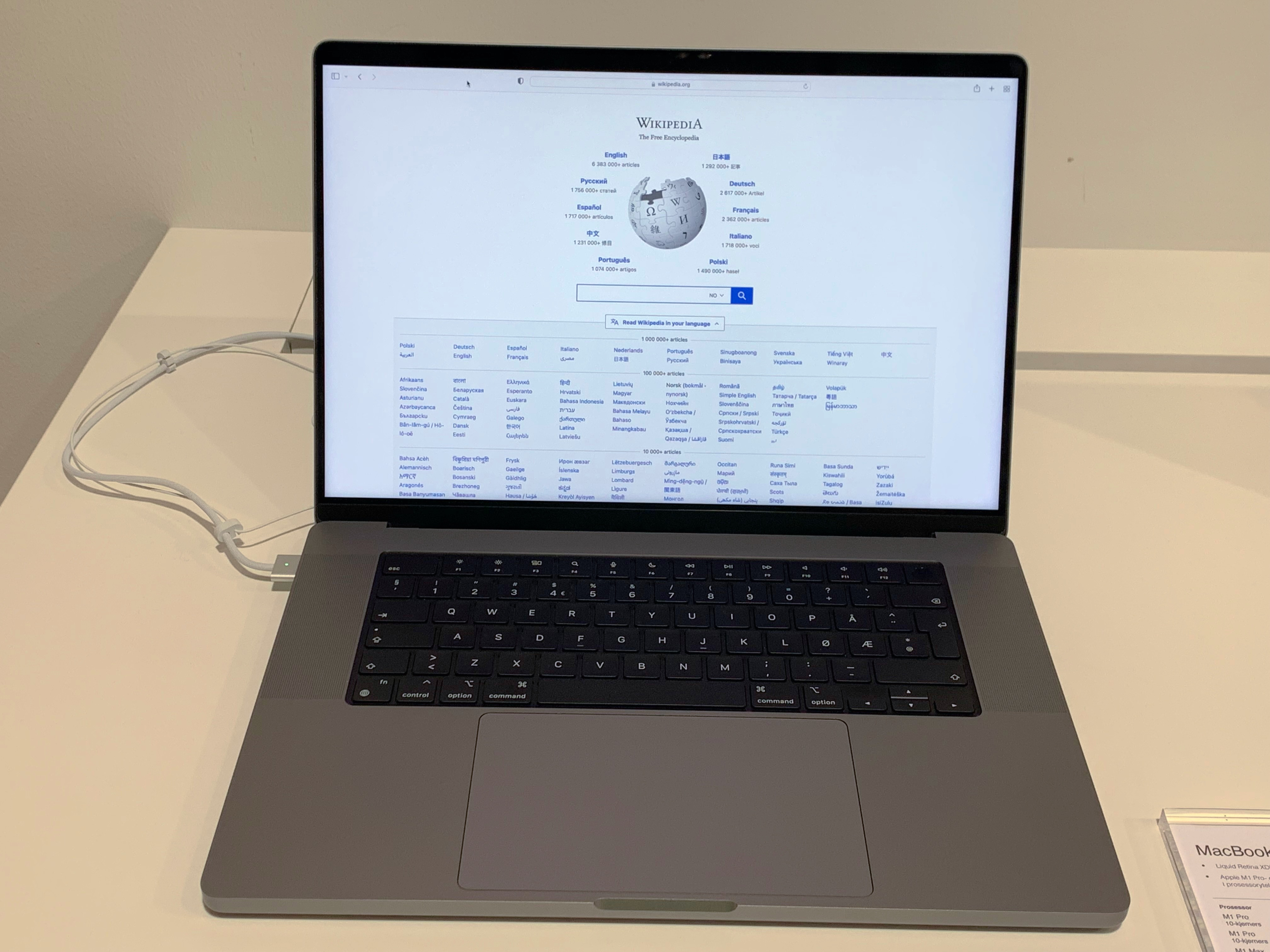
16 inch MacBook Pro M1 (2021)
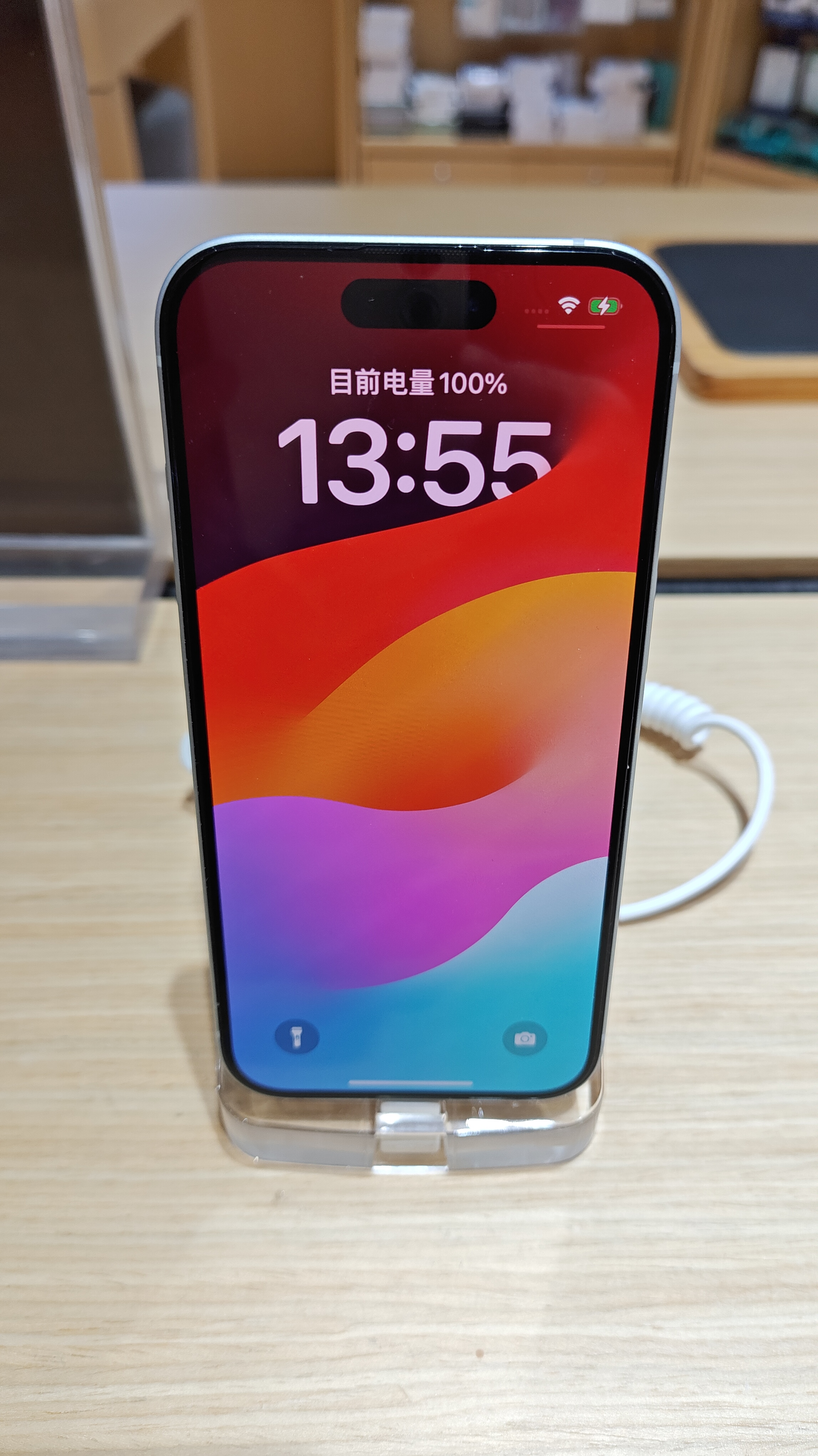
iPhone 15 (2024)

### Alles-in-één-computers
In 1997 bracht Apple de Twentieth Anniversary Macintosh (TAM) uit, de eerste alles-in-één-computer van Apple met een LCD-scherm. De TAM maakte sterk gebruik van de PowerBook-technologie en beschikte over een 12,1 inch (30,7 cm) actieve matrix LCD-scherm dat tot 16 bit kleuren bij een resolutie van 800×600 pixels kon weergeven.
Terwijl Apple ervoor koos om de komende vier jaar goedkopere traditionele CRT's te blijven gebruiken voor zijn alles-in-één-desktoplijn, is de TAM ongetwijfeld de voorloper van de succesvolle LCD-gebaseerde iMac-lijn, te beginnen met de iMac G4 uit 2002 met zijn 15 inch LCD-scherm met een resolutie tot 1024x768 pixels. Vervolgens werden er modellen met een 17 en 20 inch-scherm met een resolutie tot 1680×1050 pixels op de markt gebracht. In 2005 schrapte de iMac G5 de 15 inch-configuratie en in 2007 kwam er een nieuwe iMac met een 24 inch-scherm in plaats van een 17-inch scherm, waardoor de resolutie verder werd verhoogd tot 1920x1200 pixels. In oktober 2009 schakelden nieuwe iMac-modellen over op schermen met een beeldverhouding van 16:9 van 21,5 en 27 inch.

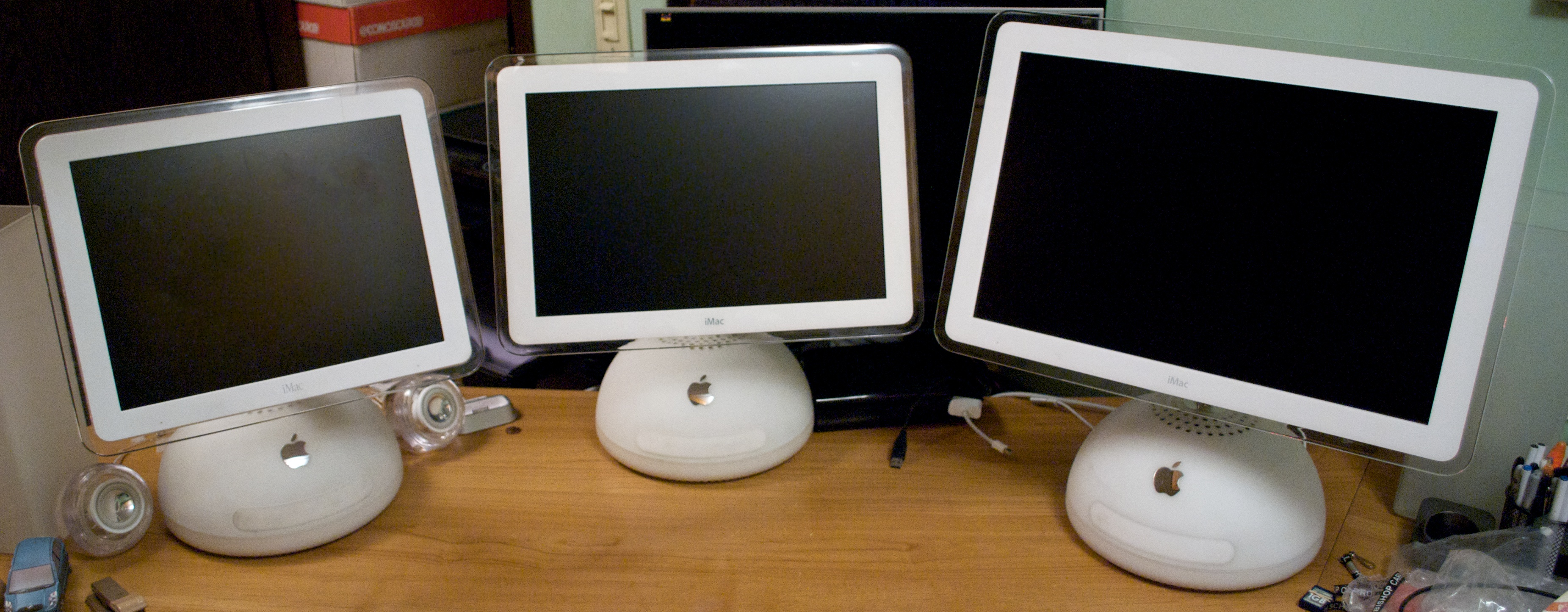
iMac G4 met een 15, 17 en 20 inch-scherm (2002)
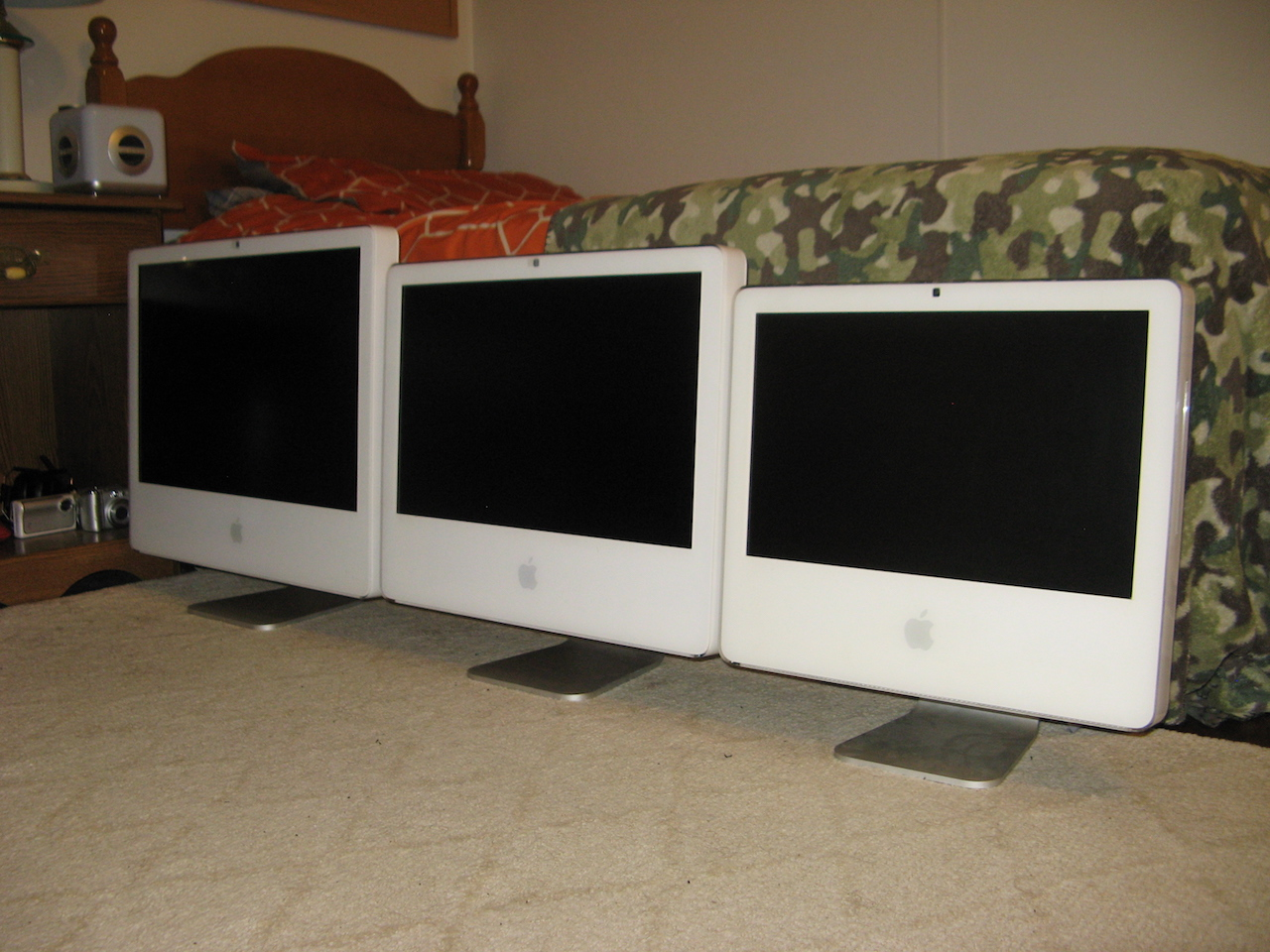
Intel-gebaseerde iMac met een 17, 20 en 24 inch-scherm (2006)
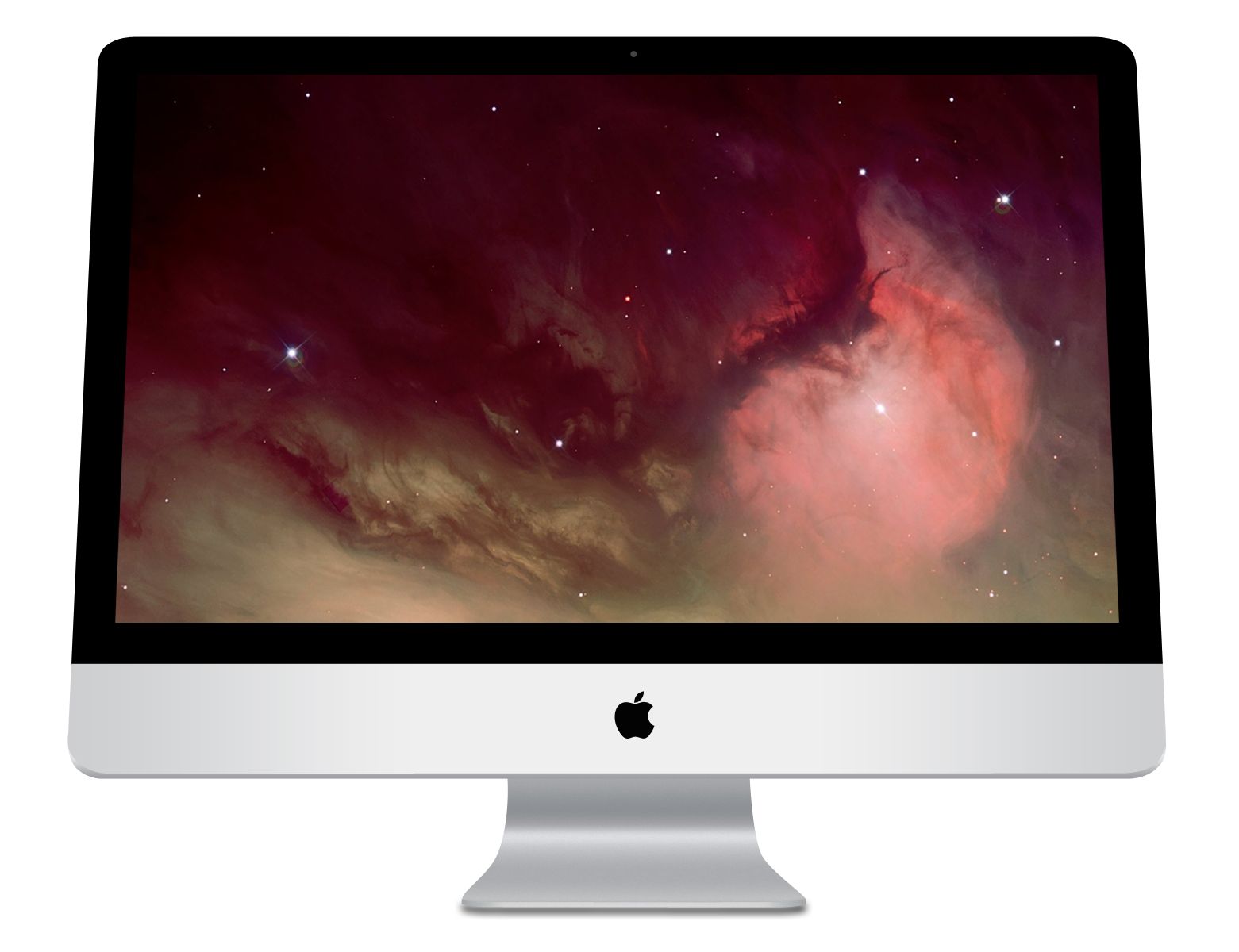
Unibody iMac met een 27 inch-scherm (2009)

### Studio Display
Het 15 inch Apple Studio Display, dat in maart 1998 geïntroduceerd werd, was het eerste kleuren-LCD-scherm voor desktopcomputers. Het had een resolutie van 1024x768 pixels en een behuizing van doorschijnend plastic, twee maanden vóór de onthulling van de iMac.
De tweede generatie Studio Display uit 2000 kreeg een nieuwe behuizing in de stijl van het Apple Cinema Display en schakelde over op de ADC-interface. In 2001 kwam er nog een 17 inch-versie bij.

### Cinema Display

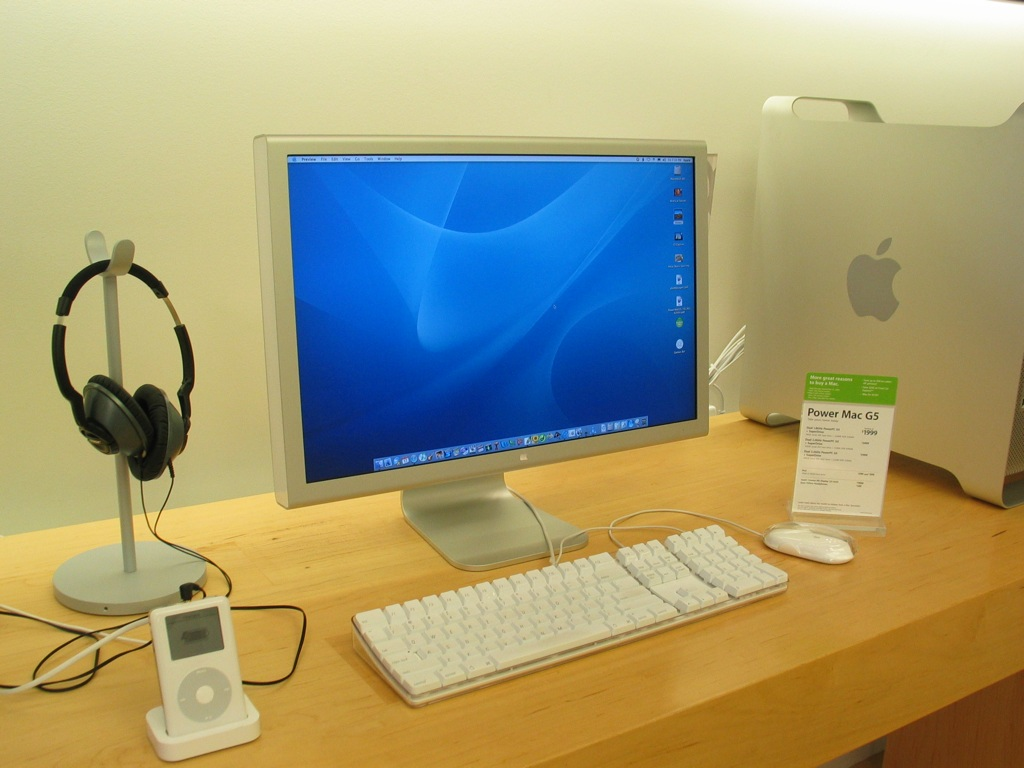
Apple Cinema Display met aluminium behuizing (2004)

Het 22 inch breedbeeld Apple Cinema Display werd in augustus 1999 geïntroduceerd, gelijktijdig met de Power Mac G4. Het had een resolutie van 1600x1024 pixels, gebruikte een DVI-stekker en had een plastic behuizing met een driepotige standaard in doorzichtig plastic. In 2000 schakelden de Cinema Displays over op de ADC-interface.
In 2004 werd de tweede generatie Cinema Display geïntroduceerd met een aluminium behuizing die paste bij de Power Mac G5- en PowerBook G4-reeksen. Deze tweede generatie werd aangeboden met 20, 23 en 30 inch-modellen. De 30 inch-versie vereiste een dual-link DVI-verbinding.

### LED Cinema Display

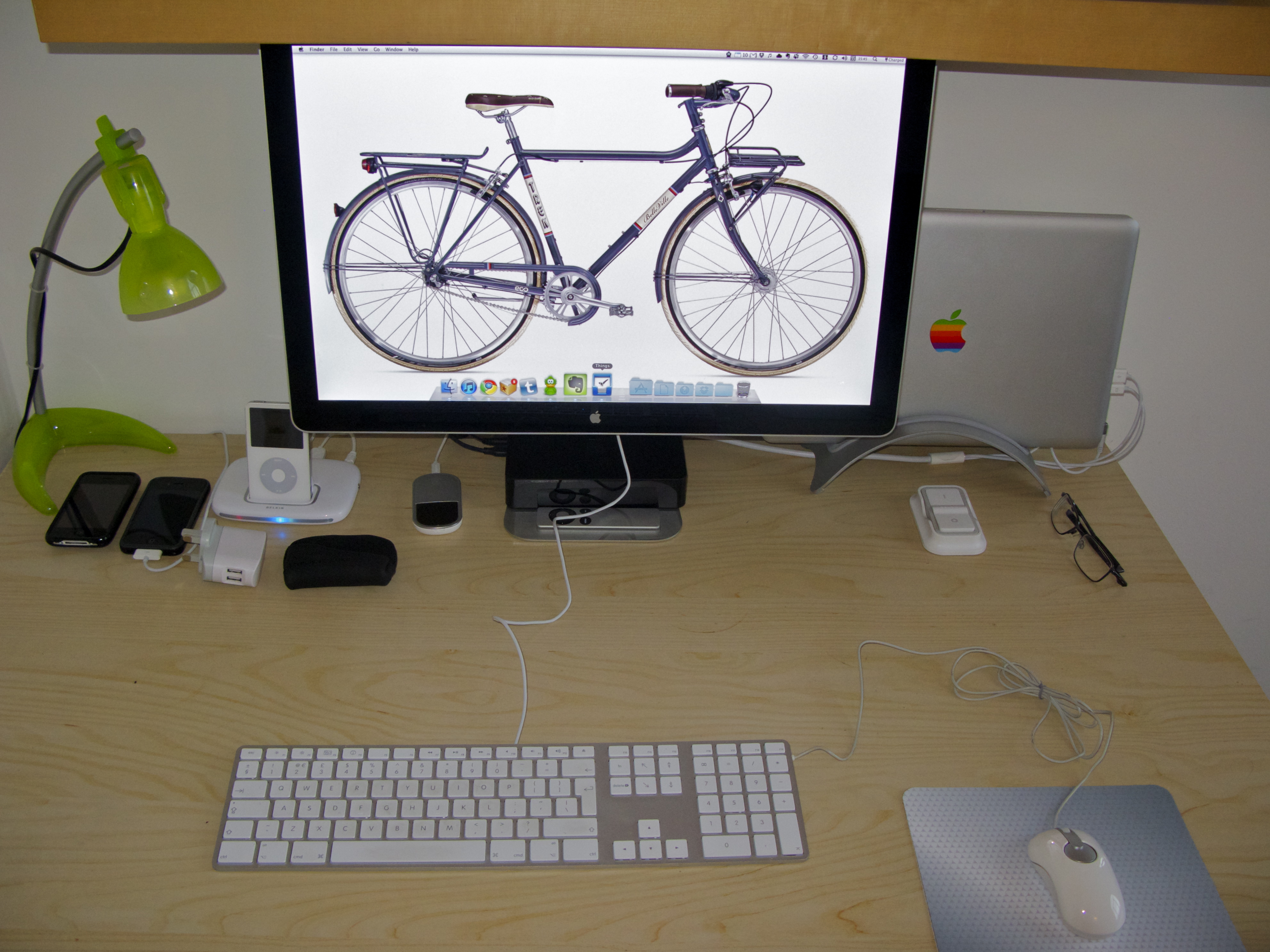
24 inch Apple LED Cinema Display (2008)

Met de introductie van de Unibody MacBook-serie in 2008 introduceerde Apple een 24 inch LED Cinema Display met een Mini DisplayPort-connector en een LCD-scherm met led-achtergrondverlichting met een resolutie van 1920×1200 pixels. In 2010 werd het vervangen door een nieuwe 27 inch-versie met een resolutie van 2560×1440 pixels.

### Thunderbolt Display

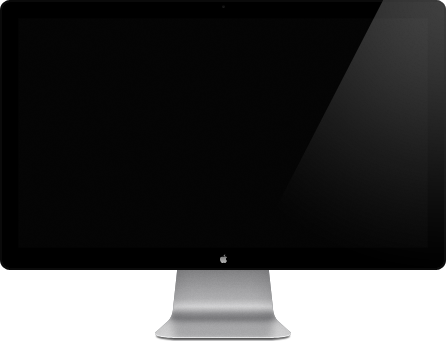
27 inch Apple Thunderbolt Display (2011)

In 2011 bracht Apple het Apple Thunderbolt Display uit, waarbij de Mini DisplayPort en USB-connector werden vervangen door een Thunderbolt-connector voor weergave en data. Er werden ook een Gigabit Ethernet-poort, een FireWire 800-poort en een Thunderbolt 2-poort toegevoegd, en de iSight-camera werd geüpgraded met een 720p FaceTime-camera. Op 23 juni 2016 kondigde Apple aan dat het Thunderbolt Display werd stopgezet, waarmee een einde kwam aan Apple's productie van losse beeldschermen.

### LG UltraFine

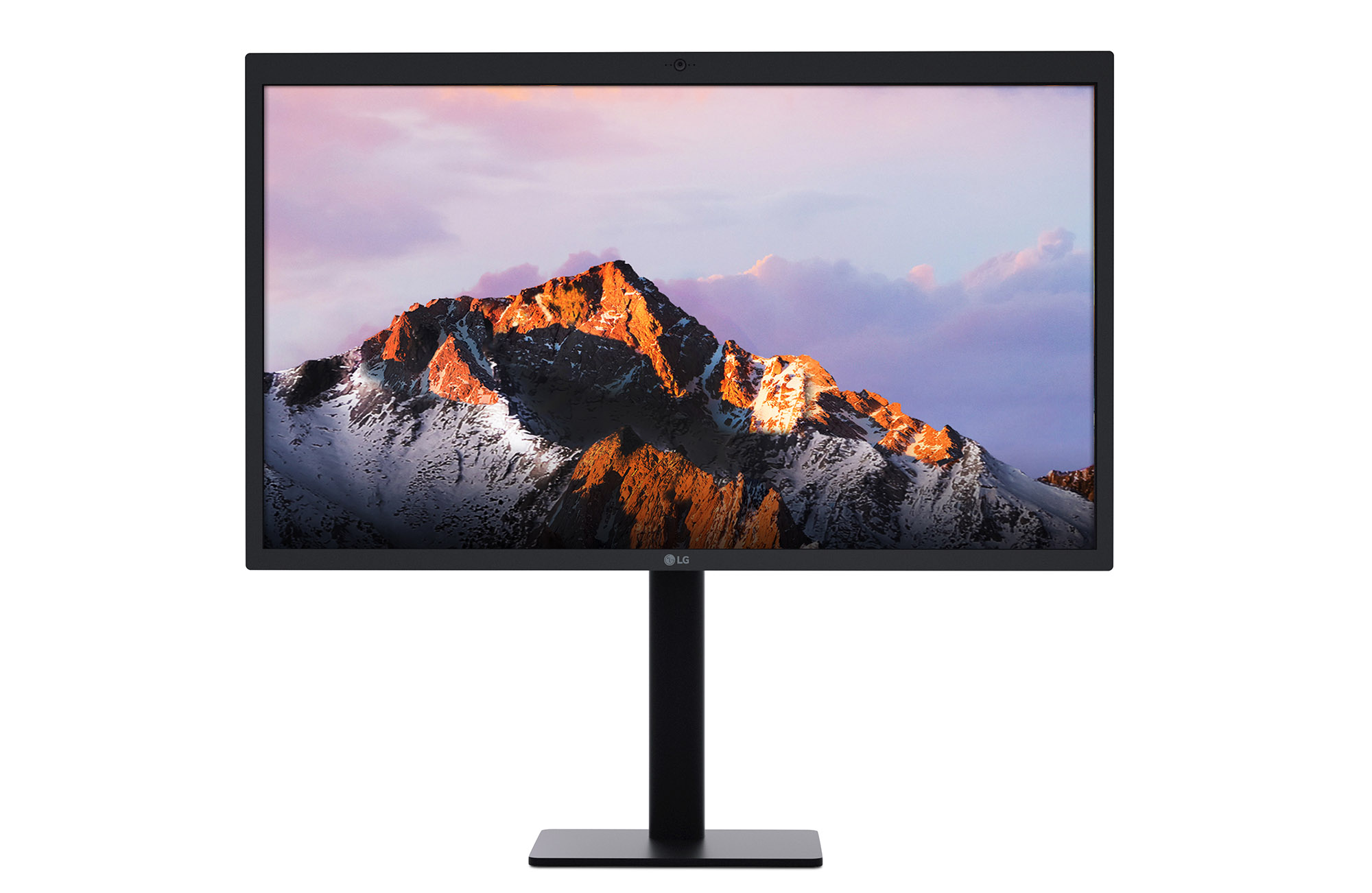
27 inch LG UltraFine 5K-monitor (2016)

Vanaf 2016 werkte Apple samen met LG om de UltraFine-serie te ontwerpen. Dit resulteerde in twee nieuwe beeldschermen: een 21,5 inch-scherm met een resolutie van 4096x2304 pixels en 27 inch-scherm met een resolutie van 5120x2880 pixels, die uitgebracht werden in november 2016 naast de MacBook Pro met Thunderbolt 3-functionaliteit. Beide beeldschermen gebruiken een USB-C-connector en zijn voorzien van geïntegreerde stereoluidsprekers, het 27 inch-model heeft ook een 1080p FaceTime-compatibele camera. Net als eerdere Apple-beeldschermen zijn er geen fysieke knoppen op het scherm en worden de helderheid en het luidsprekervolume geregeld via de aangesloten computer.
De UltraFine-beeldschermen kregen kritiek vanwege hun ontwerp, bouwkwaliteit en gebrek aan kabelbeheer en USB-A-poorten. Vroege exemplaren hadden geen bescherming tegen radio-interferentie en konden onbruikbaar worden in de buurt van een draadloze router. Apple stopte met de verkoop van de UltraFine-beeldschermen in maart 2022 na de release van het Apple Studio Display.

### Pro Display XDR

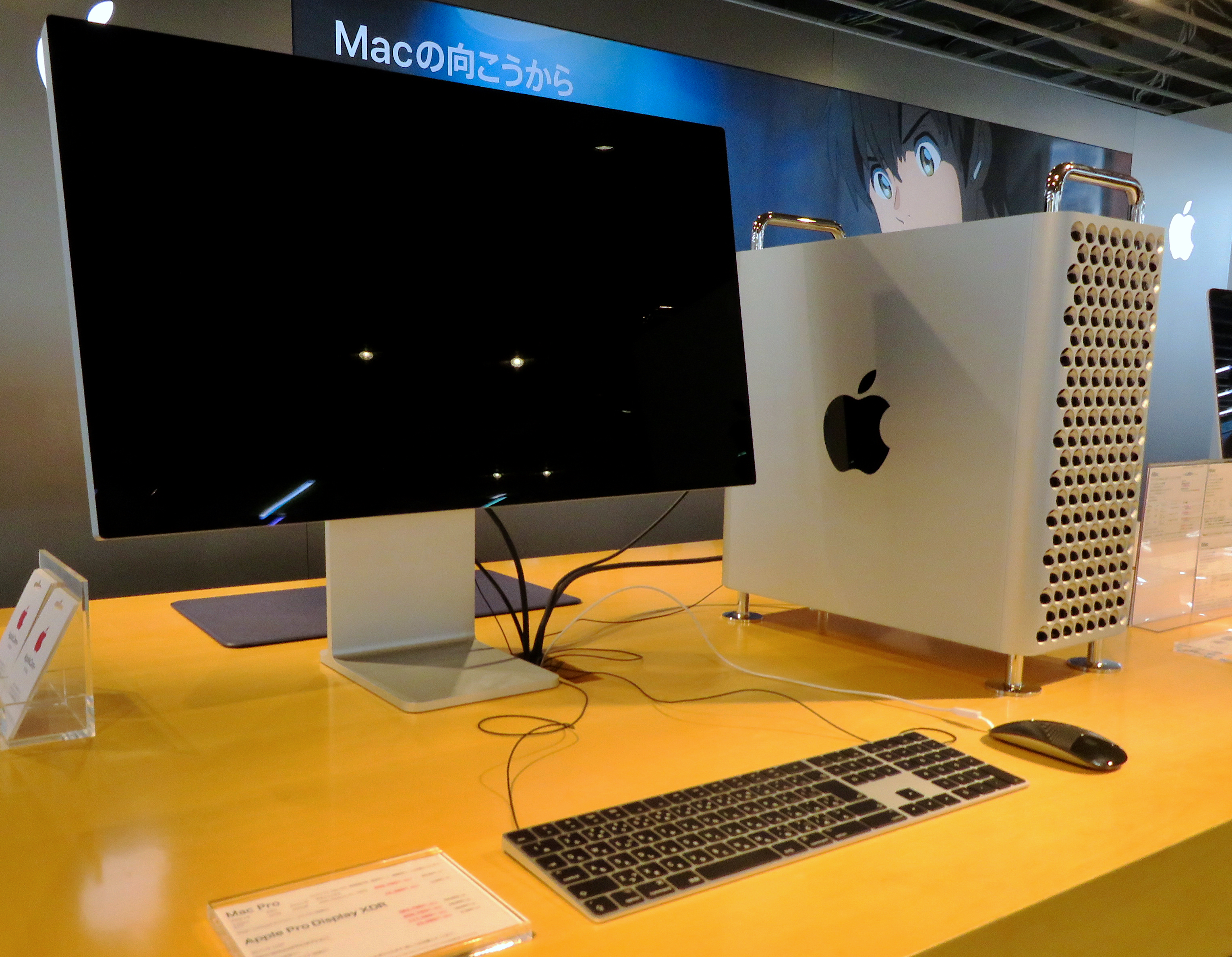
32 inch Apple Pro Display XDR (2019)

Apple kondigde op de WWDC in 2019 het Apple Pro Display XDR aan, het eerste beeldscherm van Apple sinds het Apple Thunderbolt Display in 2016 werd stopgezet. Het beeldscherm is bedoeld voor professionele gebruikers en bevat een 6016x3384 6K kleurgekalibreerd Extreme Dynamic Range (XDR) paneel.

### Studio Display (2022)

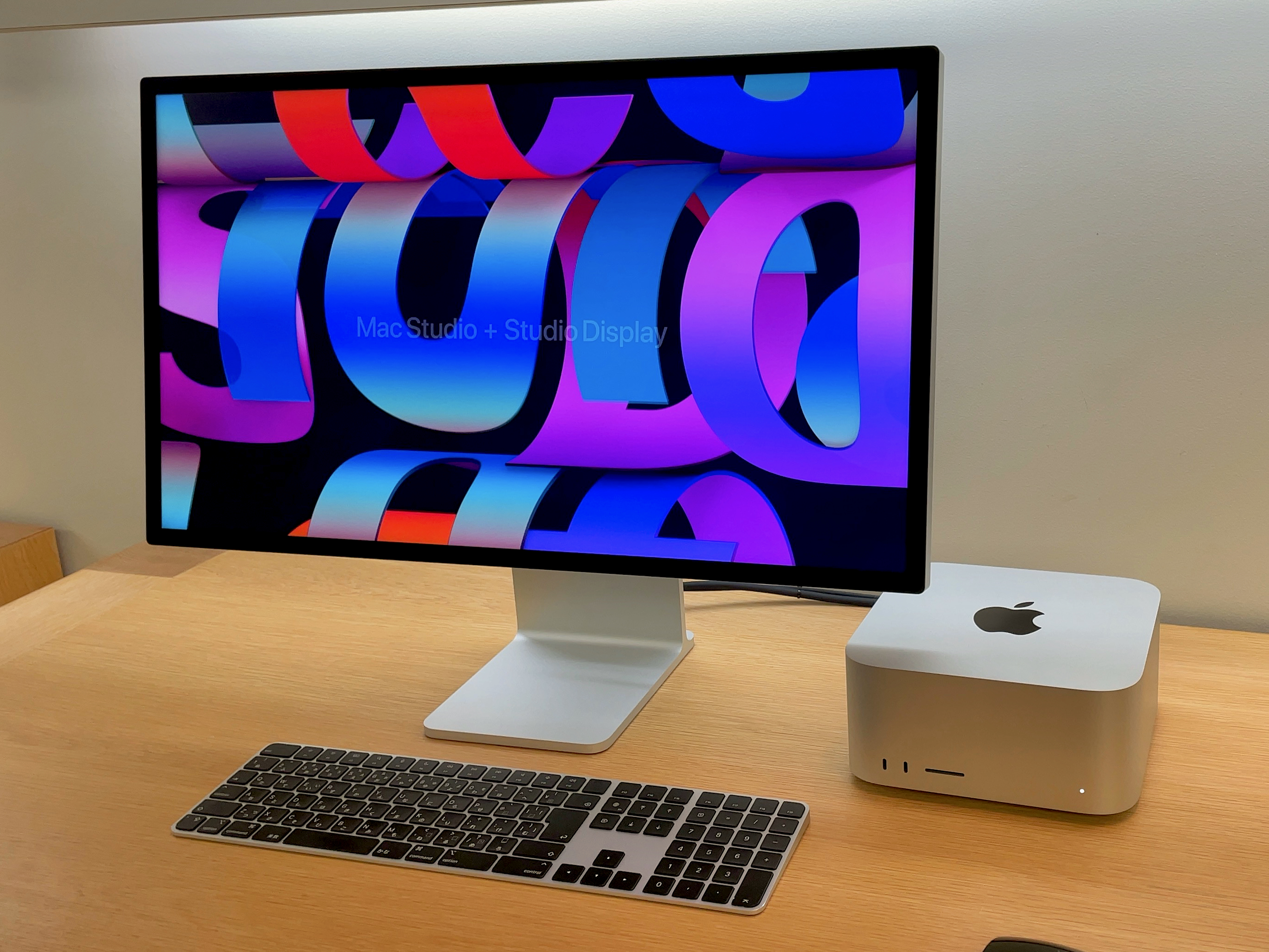
27 inch Apple Studio Display (2022)

Na bijna 18 jaar bracht Apple in 2022 opnieuw een Apple Studio Display op de markt, samen met de Mac Studio. Dit scherm is bedoeld voor de consumentenmarkt en beschikt over een 27 inch 5K Retina-display met een resolutie van 5120x2880 pixels.